# Gaspar Muro
Gaspar (de) Muro Colmenares (¿182.? - después de 1888) fue un historiador, escritor, archivero y diplomático español del siglo XIX.

## Biografía
Era hijo del político Joaquín José de Muro Vidaurreta, III marqués de Someruelos (1797-1859), un personaje importante que fue presidente del Congreso de los Diputados, senador vitalicio, ministro de Gobernación y dos veces alcalde de Madrid, y de María del Carmen Colmenares Caracciolo del Solé, y tuvo por hermanos a Rafael (IV.º marqués), Salvador (V.º marqués), Francisca de Paula, Candelaria y Lorenzo. 
Entre los destinos que tuvo destacan el de agregado diplomático de España en Bruselas, primer secretario de la Embajada española en París y encargado de negocios. Además tenía el título de ministro plenipotenciario.
Fue jefe del Archivo del Ministerio de Estado. Dirigió los archivos del Ministerio de Negocios Extranjeros de España. Agregado al Ministerio de Estado y Director del Archivo del Real Ministerio del Estado español. Fue miembro de la Real Academia de la Lengua y de la Real Academia de la Historia. Se jubiló como funcionario del Ministerio de Estado en 1886, pero aún participó en el arbitraje desempeñado por España (1888) en un litigio territorial habido entre Colombia y Venezuela, para lo cual tuvo que investigar en los archivos la documentación geográfica necesaria y recapitular tres memorias presentadas al respecto por Cesáreo Fernández Duro, Marcos Jiménez de la Espada
y Justo Zaragoza.
Era amigo de Antonio Cánovas del Castillo y escribió una muy documentada biografía de Ana de Mendoza, Princesa de Éboli, que imprimió en 1877.

## Distinciones
- Condecoración de 1º Orden del Nishar Hijar (1865) -quizá la persa Orden de Zulfikar-.
- Gran Oficial de la Orden Imperial de Guadalupe (México) (26-7-1865).
- Real Orden de Francisco I (3-4-1862).
- Encomienda de 1ª clase de la Orden de Luis de Hesse (26-12-1859).
- Gran Canciller de la parmesana Real Orden de San Ludovico (21-IV-1857).
- Comendador de la francesa Legión de Honor (1851, 1863 y 1864).
- Gran Cruz de Caballero de la portuguesa Orden Militar de Nuestro Señor Jesucristo (30-12-1847).
- Caballero Supernumerario de la Real y distinguida Orden de Carlos III (12-4-1848).
- Comendador de número de la real y distinguida Orden de Carlos III (6-11-1857).
- Cruz de comendador de la austriaca Orden imperial de Francisco José (10-8-1880).
- Caballero de 1ª clase de la polaca Orden imperial y real de San Estanislao (26-9-1885).[2]

## Obras
- Vida de la princesa de Éboli. Madrid: Librería de don Mariano Murillo, 1877. Con una Carta prólogo de Antonio Cánovas del Castillo.